# حوزه انتخابیه سیرجان و بردسیر
حوزهٔ انتخاباتی سیرجان و بردسیر یکی از حوزه از حوزه‌های استان کرمان برای انتخابات مجلس شورای اسلامی است. این حوزه به مرکزیت سیرجان، ۱ نماینده دارد.

## نماینده‌‌ ها
۱۳۶۰_۱۳۶۲ محمد اخلاقی‌نیا ( میان دوره ) 
۱۳۶۲_۱۳۷۴ سید احمد حسینی سیرجانی
۱۳۷۴_۱۳۸۲ سید محمد هاشمی (نماینده سیرجان)
۱۳۸۲_۱۳۸۶ سید احمد حسینی سیرجانی
۱۳۸۶_۱۴۰۲ شهباز حسن‌پور بیگلری
۱۴۰۲_ اکنون محمد معتمدی‌زاده

## پی‌نوشت و منبع
- «جدول حوزه‌های انتخابیه در انتخابات دهمین دورهٔ مجلس شورای اسلامی» (PDF). مرکز پژوهش و سنجش افکار صدا و سیما. بایگانی‌شده از اصلی (PDF) در ۵ اكتبر ۲۰۱۸. دریافت‌شده در ۲۶ ژوئیه ۲۰۱۶. تاریخ وارد شده در |archive-date= را بررسی کنید (کمک)